# 五十島トンネル
五十島トンネル（いがしまトンネル）は、新潟県東蒲原郡阿賀町にある国道49号（重複：国道459号）のトンネルであり、また本路線のバイパス道路である。

## 概要
- 起点：東蒲原郡阿賀町岩谷
- 終点：東蒲原郡阿賀町五十島
- 開通 : 1979年（昭和54年）
- 延長 : 1070m
- 車線 : 片側1車線（上下線合計2車線）

現在の五十島トンネルが開通する以前は、現在のトンネルより阿賀野川沿いを五十島隧道、隧道に連続する洞門などで通過していた。しかし、国道49号の改良事業により、現在の五十島トンネルを経由するルートに改良された。また、トンネル内でラジオを利用することができる。

## 歴史
- 1979年（昭和54年）：開通
- 1993年（平成5年）4月1日：国道459号との重複区間となる。

## 旧道（国道49号）
- 東蒲原郡阿賀町岩谷 - 東蒲原郡阿賀町五十島：廃道
  - 現在は旧道は全線通行止めとなっており、通行不能。

※国道459号は、バイパス開通後の指定のため、旧道は存在しない。

### 五十島隧道
- 起点：東蒲原郡阿賀町岩谷
- 終点：東蒲原郡阿賀町五十島
- 開通：1958年（昭和33年）
- 延長：35.6m
- 車線：片側1車線（上下線合計2車線）

五十島トンネルの開通以前の旧道には「五十島隧道」が存在する。全線を通して非常に狭隘であり、高さ3.3mを超える車両は通行禁止となっていた。現在は通行止めとなっている。

### 歴史
- 1958年（昭和33年）：二級国道115号新潟平線の道路トンネルとして開通
- 1963年（昭和38年）：一級国道49号に昇格
- 1965年（昭和40年）：一般国道49号に指定変更
- 1979年（昭和54年）：五十島トンネル開通のため、全線通行止めとなる。

### 旧道（国道115号（旧））
- 東蒲原郡阿賀町岩谷 - 東蒲原郡阿賀町五十島：廃道
  - 五十島隧道にも旧道（五十島トンネル経由の現道の旧旧道）が存在する。ただし道路崩壊が非常に激しく、通行不能となっている。

## 接続するバイパスの位置関係
（←いわき方面）バイパス（東蒲原郡阿賀町白崎 - 東蒲原郡阿賀町岩谷） - 現道 - 五十島トンネル - 現道 - バイパス（東蒲原郡阿賀町取上 - 東蒲原郡阿賀町石間）（新潟方面→）

## 国道49号のトンネル
（←いわき方面）黒岩トンネル（新潟県東蒲原郡阿賀町） - 五十島トンネル（新潟県東蒲原郡阿賀町）（新潟方面→）